# Ford Motor Company
Ford Motor Company (často nazývaná zkráceně Ford, někdy také FoMoCo, Ford Motor nebo FMC) je americká nadnárodní korporace, vyrábějící automobily. Tento výrobce automobilů byl založen Henrym a jeho synem Edselem Fordem v Dearbornu, na předměstí Detroitu, ve státě Michigan, ve Spojených státech (kde sídlí v současnosti vedení společnosti), 16. června 1903. Od počátku 20. století byl Ford společně s firmami General Motors a Chrysler členem Detroitské „Velké trojky“ výrobců automobilů společnosti, které dominovaly americkému automobilovému trhu.

## Rozvoj sériové výroby
Ford zavedl metody masové výroby vozidel a hromadného managementu průmyslové pracovní síly. Ford uskutečnil nápady Eli Whitneyho, který vyvinul jednu z prvních montážních linek s použitím univerzálních součástek. Díky tomu bylo možno uvést do provozu velmi levnou, opakovatelnou a spolehlivou výrobu. Použití pásové dráhy k pohybu vozů k dělníkům bylo v tomto průmyslovém odvětví unikátní a rychle se stalo oblíbeným způsobem výroby. Jakmile se totiž stala práce jednoduchou a opakující se, bylo možné najmout nezkušené pracovníky, kteří se mohli rychle naučit jednoduché úkoly (ačkoli to odstranilo téměř veškeré uspokojení, které mohl mít dělník vykonávající různorodé činnosti). Ale umožnilo to výrobu prvního světového auta Ford model T, který jako první cenově dostupný automobil vytvořil masovou motorizaci světa.

## V Česku
Česká pobočka Ford Motor Company (Ford Motor Company, s. r. o.) zajišťuje dovoz a distribuci osobních a užitkových automobilů značky Ford do České republiky, její centrála je v Praze ve čtvrti Karlín v ulici Karolinská 654/2.
Zajímavostí je, že Ford v rámci úspor (stejně jako General Motors) převedl v roce 2006 některé ze svých kanceláří do České republiky do Olomouce, kde čeští pracovníci vykonávají administrativní servis (claims, supply chain management) pro americkou společnost Ford Motor Company a její autorizované prodejce vozů Ford. Zajímavostí také je, že v České republice má mnoho dodavatelů Fordu své továrny, např. firmy Nemak Czech Republic a Starcam, kteří jsou výrobci hliníkových hlav motorů pro automobily, dále RAI Most, výrobce interiérových prvků z polyretanu pro automobilový průmysl.[zdroj?] Osram Česká republika vyrábí a dodává jako prvnímu autu na světě, a to novému Mustangu 2010, variabilní diodové osvětlení; jedná se o systém Osram Joule Led a Topled. Výrobce pneumatik Barum Continental vyrábí pro modely automobilů Ford, jako třeba pneumatiky ContiSportContact 3 pro Ford Focus RS, v Otrokovicích v České republice.

### Prodeje vozů v Česku
Ford je nejúspěšnějším automobilovým importérem do ČR za roky 2007, 2008 a 2009. Kromě zmíněného úspěchů znamená 18 516 nově zaregistrovaných Fordů za rok 2009 také absolutní rekord mezi všemi dovozci v historii České republiky.
Nejprodávanějším Fordem v ČR je Ford Fusion, následovaný Fordem Focus a užitkovým Fordem Transit. Ve stejném pořadí tyto modely také okupují stupně vítězů nejvíce prodávaných dovážených vozů v ČR!
| Rok                  | 2006   | 2007   | 2008   | 2009   |
| -------------------- | ------ | ------ | ------ | ------ |
| Podíl na českém trhu | 6,3 %  | 6,5 %  | 7,5 %  | 10,2 % |
| Osobní vozy          | 5 414  | 8 474  | 14 658 | 16 054 |
| Užitkové vozy        | 5 575  | 6 184  | 2 722  | 2 462  |
| Celkem prodáno v ČR  | 10 989 | 14 658 | 17 380 | 18 516 |

## Životní prostředí
Ford patří mezi první automobilky, které nabízí hybridní a elektrické vozy, vozy s motory, které jsou poháněny palivem E85 (bioetanol) a dalšími alternativními palivy jako LPG a CNG. Většina modelů patří na přední místa ve své třídě v oblasti nízké produkce emisí CO2. Ford je prvním výrobcem automobilu, který získal certifikaci podle normy ISO 14001 na ochranu životního prostředí, a to pro všechny své výrobní závody po celém světě. Je také na špičce ve vývoji vozidel poháněných vodíkem a vodíkových palivových článků.

## Obecný vývoj společnosti
zdroj: Výroční zpráva Ford Motor Company 2002
- 1896 Henry Ford montuje svoje první vozidlo – Quadricycle – na kostře kočáru se čtyřmi koly z bicyklu.
- 1901 Henry Ford vyhrává závody vysokoprofilových vozů v Grosse Pointe, Michigan.
- 1903 Založena společnost Ford Motor Company s 11 původními investory. Je představen Ford model A “Fordmobile”.
- 1908 Je představen Ford model T. Do roku 1927 se vyrobí 15 milionů kusů.
- 1911 Ford otevírá první továrnu mimo Severní Ameriku – v anglickém Manchesteru.
- 1913 Pohybující se montážní linka je představena v montážním závodě Highland Park, připravujíce model T 8x rychleji.
- 1914 Ford zavádí minimální denní mzdu pět dolarů (dvojitá než u jiných společností).

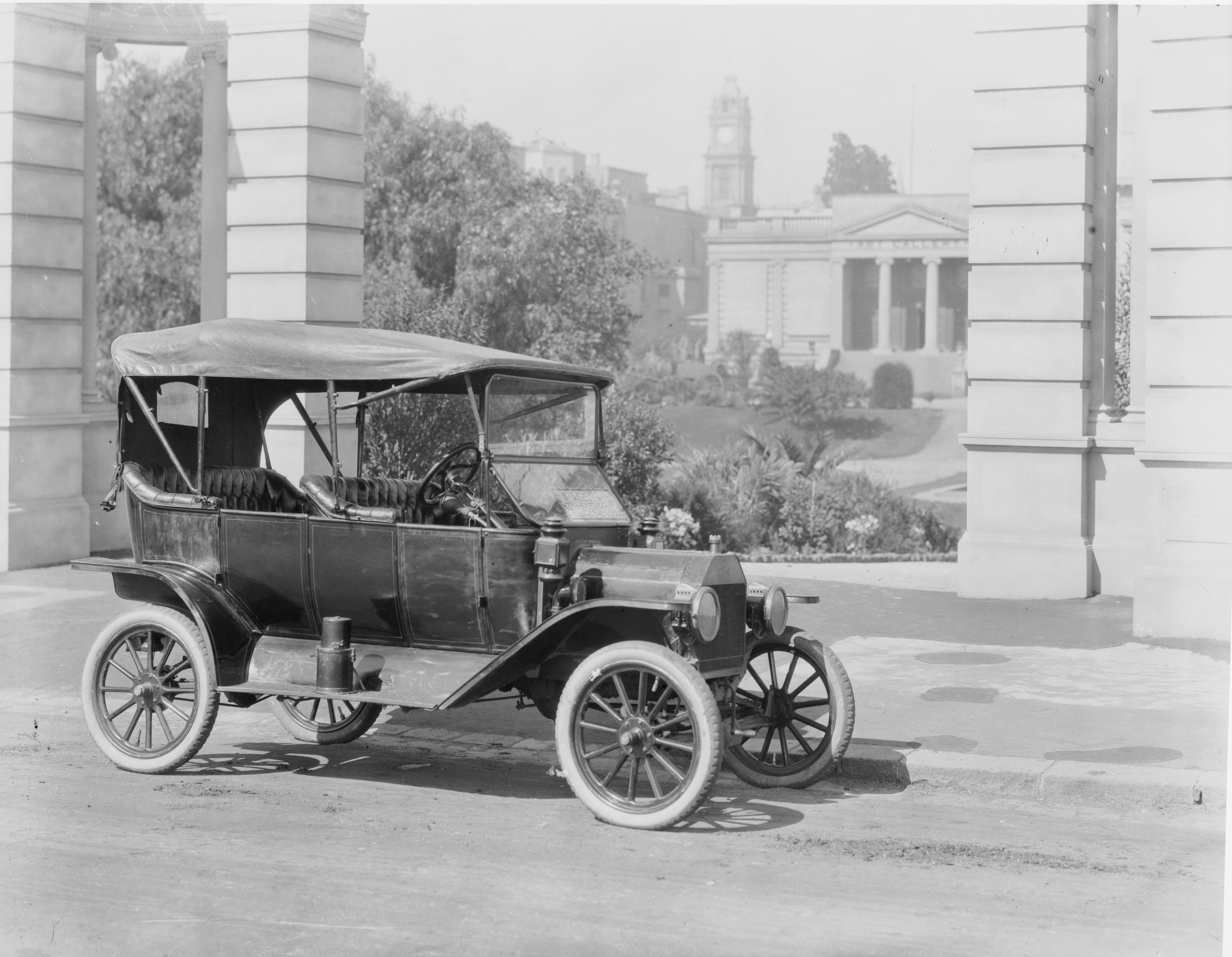
Model T parkuje před Geelongskou knihovnou v Austrálii v roce 1915

- 1918 Započata konstrukce komplexu montážního závodu River Rouge.
- 1919 Edsel Ford nastupuje místo Henryho jako prezident společnosti.
- 1922 Ford kupuje Lincoln Motor Company za osm milionů dolarů.
- 1925 Ford uvádí na trh letadlo Ford Tri-Motor pro letecké služby.

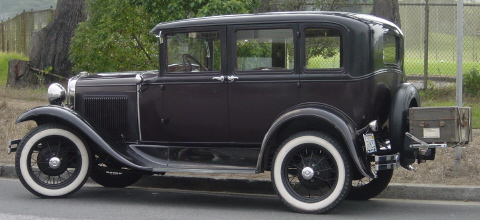
1928 Ford model A

- 1927 Ford uvádí druhou generaci modelu A z komplexu River Rouge.
- 1932 Ford uvádí osmiválcový motor z jednoho odlitku.
- 1936 Je představen Lincoln Zephyr.
- 1938 Je ustanovena divize Mercury, aby vyplnila mezeru mezi úspornými Fordy a luxusními Lincolny.
- 1941 Je představen Lincoln Continental. Ford začíná vyrábět džípy pro armádu. První pracovní smlouva s UAW-CIO pokrývá severoamerické zaměstnance.
- 1942 Výroba civilních vozidel zastavena, odklonění zaměření továren na výrobu bombardérů B-24 Liberator, tanků a dalších produktů pro válečné účely.
- 1943 Umírá Edsel Ford, Henry Ford pokračuje v prezidentství během války.
- 1945 Henry Ford II. se stává prezidentem.
- 1946 The Whiz Kids – dřívější důstojníci leteckých sil armády USA jsou najati, aby revitalizovali společnost.
- 1948 Představeno nákladní auto Ford F-Series.
- 1949 Ford předvádí moderní poválečné automobily. Uvedení kombíku „Woody“.
- 1954 Je představen Ford Thunderbird jako osobní luxusní automobil s 8válcovým motorem. Ford začíná s crash testy.
- 1956 Je představen Lincoln Continental Mark II za 10000 dolarů. Ford obchoduje na burze s kmenovými akciemi.
- 1959 Je ustanovena Ford Motor Credit Company, aby poskytovala automobilové financování.
- 1960 Představeny Ford Galaxy a Ford Falcon. Lee Iacocca se stává viceprezidentem společnosti a generálním ředitelem divize Ford.
- 1964 Představeny Ford Mustang a Ford GT40.
- 1967 Je založen Ford of Europe.
- 1968 Na trh je uveden Ford Escort, s celkově dvaceti miliony prodaných vozů nejúspěšnější model automobilky.
- 1970 Ford uzavírá obchody v asijsko-pacifické oblasti.
- 1976 Představeny samonavíjecí bezpečnostní pásy.
- 1976 V Argentině se ujímá moci vojenská junta J. R. Videly; automobilka se aktivně podílí na násilné represi vůči odborům a opozici.[10]
- 1979 Ford získává 25% podíl v Mazdě.
- 1981 Ford Escort je představen v USA.
- 1984 Na trh je uveden Ford Sierra.
- 1985 Ford Taurus představen s revolučním stylem „aero designu“, uvedení na trh modelu Ford Scorpio
- 1987 Ford získává Aston Martin, Lagondu a Hertz Rent-a-Car.
- 1989 Ford získává Jaguar.
- 1990 Představena Mazda MX-5 Miata.
- 1991 Představen Ford Explorer, čímž se z venkovského/rekreačního džípu stalo oblíbené rodinné auto.
- 1993 Ford dává do standardní výbavy dva airbagy.
- 1996 Ford certifikuje všech svých 26 továren ekologickým standardem ISO 14001.
- 1998 Představen Ford Focus
- 1999 Ford kupuje Volvo (automobilovou divizi). Bill Ford se stává předsedou představenstva.
- 2000 Ford kupuje Land Rover od BMW.
- 2001 Retro stylový Ford Thunderbird je představen v nové verzi.
- 2003 100. výročí společnosti Ford Motor Company.
- 2006 Nové modely S-MAX, Focus CC, Transit.
- 2007 Nové Mondeo.
- 2008 Ford prodává Land Rover a Jaguar indické společnosti Tata. Dále přichází do výroby nová Fiesta a Ka. Koncem roku se Ford se zbavuje 20% akcií automobilky Mazda v hodnotě $540 milionů. Aktuální stav 13%.
- 2009 Přichází nový Focus RS a Transit Connect.
- 2010 Ford obměňuje celou paletu velkých osobních vozů: faceliftované verze modelů S-MAX, Galaxy a Mondeo, nová generace Fordu C-MAX (ve dvou karosářských variantách: Compact a Grand).
- 2011 Ukončení činnosti automobilky Mercury z důvodu ekonomické krize a trvale klesajícího zájmu o vozy této značky.
- 2013 Začátek výroby typu B-MAX.